# Jan Mejdr
Jan Mejdr (* 11. Mai 1995 in Prag) ist ein tschechischer Fußballspieler.

## Sportliche Laufbahn
Mejdr begann das Fußballspielen 2002 bei Sparta Prag. Von Spartas B-Mannschaft wechselte er auf Leihbasis 2015 zu Dukla Prag, kam dort allerdings auch nur in der B-Mannschaft zum Einsatz. Daraufhin wechselte er zum Jahresbeginn 2016 in die 2. Liga Tschechiens zu Baník Sokolov und debütierte im Herren-Bereich am 26. März 2016 beim Heimspiel gegen Vyšehrad (0:0). Am Ende der Saison 2019/20 stieg er mit Baník ab und wechselte anschließend zum FC Hradec Králové, mit dem er als Zweitliga-Meister in der Saison 2020/21 in die 1. Liga aufstieg.
Mit den Nordostböhmen erreichte Mejdr in der Saison 2021/22 den 6. Tabellenplatz und qualifizierte sich für die Meisterschaftsrunde, in der der Aufsteiger jedoch chancenlos blieb. Folgend kehrte er zu seinem Jugendverein zurück und wurde mit Sparta 2023 tschechischer Meister. Nach einem weiteren Jahr – 2024 wurde er Meister und Pokalsieger mit Sparta Prag – verließ er den Verein wieder. Mit den Pragern bestritt er vier Spiele in Europapokal-Wettbewerben, als er in der Conference-League-Qualifikation 2022/23 gegen Viking Stavanger (0:0; 1:2) und in der Champions-League-Qualifikation 2023/24 gegen den FC Kopenhagen (0:0; 5:7 n. E.) auflief.
Im August 2024 schloss sich Mejdr dem deutschen Drittligisten Hansa Rostock an.

## Erfolge
- Tschechischer Meister: 2023, 2024 mit Sparta Prag
- Tschechischer Pokalsieger: 2024 mit Sparta Prag
- Tschechischer Zweitliga-Meister: 2021 mit Hradec Králové
- Landespokalsieger Mecklenburg-Vorpommern: 2025 mit Hansa Rostock

## Sonstiges
Bei Sparta Prag erhielt Mejdr den Spitznamen Magiča (dt. Magier). Den Namen Magician nutzt er auch auf Instagram, wo er fast 70.000 Follower hat.
Sein Vater Pavel war ebenfalls Profifußballer.